# Condado de Christian (Misuri)
El condado de Christian (en inglés: Christian County) es un condado en el estado estadounidense de Misuri. En el censo de 2000 el condado tenía una población de 54.285 habitantes. Forma parte del área metropolitana de Springfield. La sede de condado es Ozark. El condado fue fundado el 8 de marzo de 1859 y fue nombrado en honor a William Christian, un soldado de Kentucky que luchó en la Guerra de Independencia de los Estados Unidos.

## Geografía
Según la Oficina del Censo, el condado tiene un área total de 1.461 km² (564 sq mi), de la cual 1.459 km² (563 sq mi) es tierra y 2 km² (1 sq mi) (0,16%) es agua.

### Condados adyacentes
- Condado de Greene (norte)
- Condado de Webster (noreste)
- Condado de Douglas (este)
- Condado de Taney (sur)
- Condado de Stone (suroeste)
- Condado de Lawrence (oeste)

### Áreas nacionales protegidas
- Mark Twain National Forest

## Autopistas importantes
- U.S. Route 60
- U.S. Route 65
- U.S. Route 160
- Ruta Estatal de Misuri 13
- Ruta Estatal de Misuri 14
- Ruta Estatal de Misuri 125

## Demografía
En el  censo de 2000, hubo 54.285 personas, 20.425 hogares y 15.645 familias residiendo en el condado. La densidad poblacional era de 96 personas por milla cuadrada (37/km²). En el 2000 había 21.827 unidades habitacionales en una densidad de 39 por milla cuadrada (15/km²). La demografía del condado era de 97,31% blancos, 0,27% afroamericanos, 0,56% amerindios, 0,29% asiáticos, 0,03% isleños del Pacífico, 0,42% de otras razas y 1,13% de dos o más razas. 1,32% de la población era de origen hispano o latino de cualquier raza. 
La renta promedio para un hogar del condado era de $50.200 y el ingreso promedio para una familia era de $58.806. En 2000 los hombres tenían un ingreso medio de $31.929 versus $21.852 para las mujeres. La renta per cápita para el condado era de $23.873 y el 9,10% de la población estaba bajo el umbral de pobreza nacional.

## Ciudades y pueblos
| - Billings - Boaz - Bruner - Chadwick | - Chestnutridge - Clever - Elkhead - Fremont Hills | - Garrison - Highlandville - Keltner - Linden | - Nixa - Oldfield - Ozark - Republic | - Saddlebrooke - Sparta - Spokane - Springfield |